# Alba Florio
Alba Florio (Scilla, 21 aprile 1910 – Messina, 31 maggio 2011) è stata una poetessa italiana, ultima esponente del Decadentismo.

## Biografia
Nacque a Scilla, ma visse in Calabria e di questa terra assorbì la tradizione e i motivi "psicologici e ontologici", che Alba Florio fin dall'adolescenza avrebbe tradotto nella sua poesia "solitaria e drammatica".
Il suo carattere schivo e solitario e la vita appartata in un piccolo borgo calabrese la tennero lontano dai circuiti culturali ed editoriali del suo tempo, con conseguente scarsa diffusione delle sue liriche. Quando apparve la sua prima raccolta di poesie Estasi e preghiere (1929), ben pochi si accorsero di questa poetessa appena diciannovenne. Fu tra i suoi primi estimatori l'anziano poeta Vincenzo Gerace, anche lui tra le voci dimenticate di quella terra, il quale volle dedicarle un'ode.
Col successivo Oltremorte (1 936) si concluse l'esperienza ermetica di Alba Florio che, partita dalle estremizzate influenze pascoliane, riecheggiava poi accenti drammatici di Giuseppe Ungaretti e raccoglieva le nuove proposte di Salvatore Quasimodo. Proprio in quegli anni, il poeta siciliano soggiornò tra Messina e Reggio Calabria. La raccolta di liriche dal titolo Oltremorte fruttò alla Florio il premio letterario di poesia "Maria Enrica Viola". La giuria di questo premio annoverava tra i suoi componenti il famoso critico Francesco Flora.
Le ultime due raccolte, Troveremo il pane sconosciuto (1939) e, dopo molti anni, Come mare a riva (1956), vedono dilatarsi e approfondirsi il tema del pessimismo esistenziale («Vegliamo la tempesta / crocifissi alle rocce / albatri dagli occhi viola»). Ed è un motivo presente anche nelle forme struggenti di tante liriche del suo coetaneo e conterraneo Lorenzo Calogero, al quale la Florio a lungo sopravvisse, fino all'età di cent'anni.

## Opere
- Estasi e preghiere, Messina, 1929.
- Oltremorte, Milano, I.T.E., 1936.

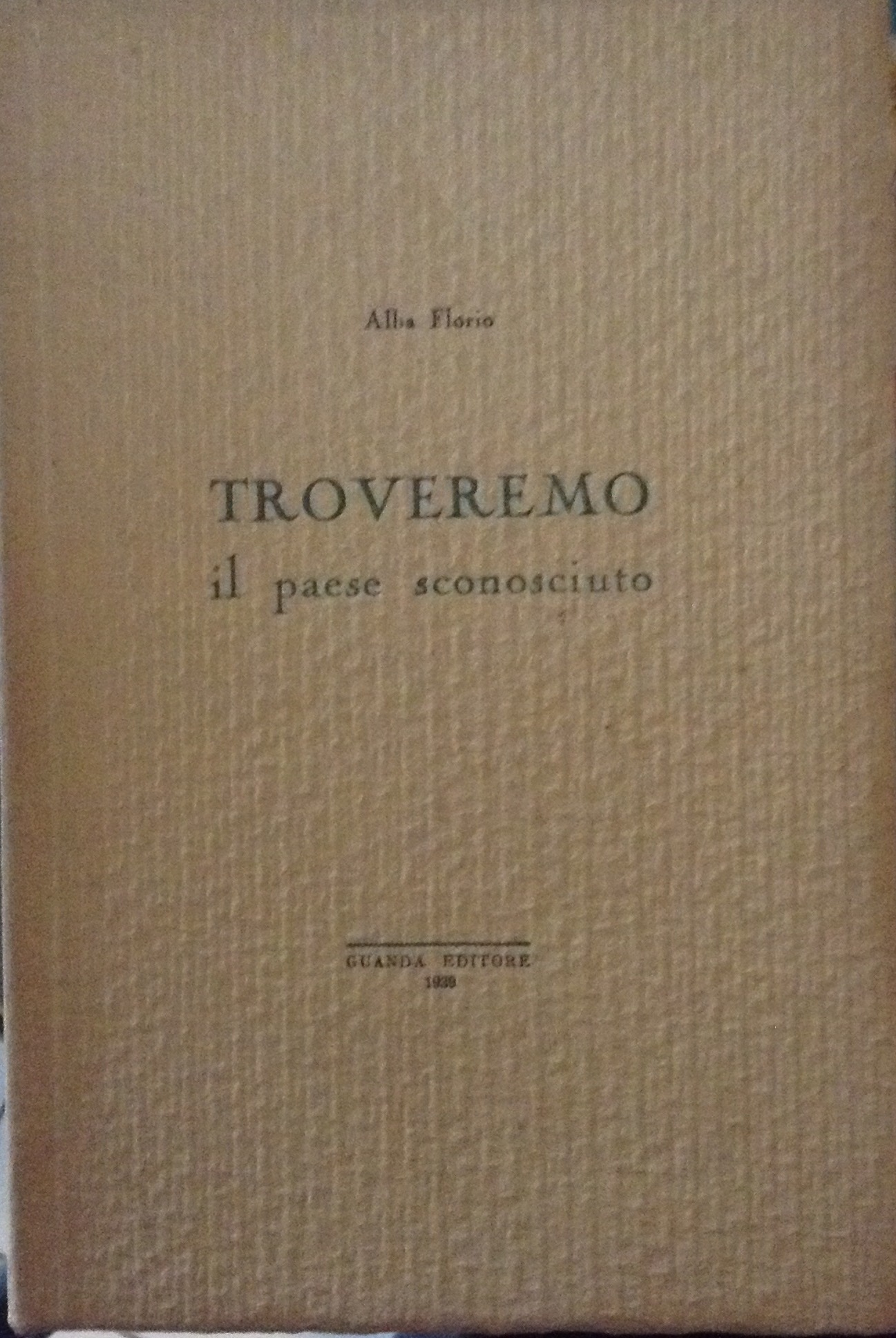
Copertina della sua raccolta di poesie Troveremo il paese sconosciuto

- Troveremo il paese sconosciuto, Modena, Guanda, 1939.
- Come mare a riva, Messina, 1956.
- Ultima striscia di cielo, Cosenza, Pellegrini, 2000 (con presentazione di Antonio Piromalli)